# Ca la Sara
Ca la Sara és una obra modernista de Gelida (Alt Penedès) protegida com a Bé Cultural d'Interès Local.

## Descripció
Casa quadrangular d'un sol pis i soterrani, construïda dins l'estil modernista de gran fantasia, amb baranes i relleus amb les flors tant característiques d'aquest període. L'interior, disposat a l'entorn d'un passadís central acabat amb galeria i habitacions a banda i banda, posseïa mobiliari de l'època, avui desaparegut, i una glorieta amb columnes dòriques que dona al jardí. Una part molt important dels jardins fou destruïda els anys 60 per a fer-hi una fàbrica. Constava d'una bona pineda, un petit pavelló i escalinates, esdevenint un pulmó verd al centre del població d'interès total.